# M551 Sheridan
L'M551 Sheridan è un carro armato leggero da ricognizione costruito negli Stati Uniti d'America. È chiamato così in onore del generale della guerra civile americana Philip Sheridan.

## Sviluppo
Nel periodo successivo alla seconda guerra mondiale l'esercito degli Stati Uniti introdusse il M41 Walker Bulldog per coprire il ruolo di carro armato leggero, munito di un cannone da 76 mm di progettazione britannica. Comunque il corso della vita di questo sistema era ragionevolmente corto, il carro armato "leggero" da 25 tonnellate era troppo pesante per essere un vero carro armato leggero (lo stesso peso dei carri medi della seconda guerra mondiale) e aveva una autonomia piuttosto ridotta.
I programmi di sviluppo per veicoli più leggeri produssero i prototipi T71 e T92. Due prototipi da 19 tonnellate T-92 furono ordinati, ma senza seguito.
Comunque mentre i prototipi stavano entrando nella fase di test, le informazioni sul nuovo carro armato Sovietico PT-76 divennero disponibili. Il PT-76 era anfibio e presto si richiese la stessa caratteristica anche per il nuovo carro leggero americano. Il T92, mezzo molto avanzato, era impossibile da adattare a questo tipo di capacità, e allora un progetto interamente nuovo venne iniziato con il XM551.
L'esigenza di diminuire il peso del nuovo mezzo comportò che il nuovo cannone dovesse essere leggero, ma anche capace di affrontare i carri da battaglia sovietici, e il derivato M81 era un'arma a bassa pressione, sia tubo di lancio che cannone.
Siccome il cannone M81 dimostrava una ridotta gittata, esso era inutile, malgrado la grande potenza, contro veicoli a più lungo raggio. Si consideri che il raggio non eccedeva i 500-600 metri. Così, per migliorare le capacità controcarro, venne introdotto il missile MGM-51 Shillelagh. Quest'ultimo, con una gittata di 2 km, poi portata a 3, era un'arma scarsamente affidabile, specie in assetto di combattimento reale. La gittata massima era buona, non eccezionale, ma la velocità era supersonica, essendo questo missile non filoguidato. Ma anche la portata minima era notevole, oltre 700 metri, ovvero oltre la portata contracarro del cannone. Così la situazione era simile a quella del BMP-1, ma in questo caso vi era una zona di tiro in cui né il cannone né il missile potevano operare efficacemente, mentre la bocca da fuoco poteva lanciare i missili anziché utilizzare rampe esterne. Ma questo fatto portò la bocca da fuoco ad essere poco più di un tubo a bassa pressione, peso 480 kg, non certo ideale per un cannone ad alta velocità. Praticamente il cannone aveva una calibro doppio e un peso dimezzato rispetto a quello del PT-76.

## Tecnica
Il veicolo destinato per montare quest'arma fu costruito in lega d'alluminio, con aggiunta in acciaio su fianchi e fronte, e un motore diesel da 300 hp (224 chilowatt). Il XM551 aveva così un rapporto eccellente potenza-peso e la mobilità consentiva una velocità di circa 70 km/h. La corazzatura era scarsamente resistente alle mitragliatrici pesanti, ma efficace rispetto al peso complessivo, mentre la zona inferiore era vulnerabile alle mine, come fu visto in seguito.
La possibilità di muoversi in acqua era data da una sorta di un pannello a 'schermo' elevabile, che si alzava dai lati dello scafo, dando la galleggiabilità necessaria.

## Produzione
Dal 1966 entrò in produzione e poi in servizio nel 1968 come 'Sheridan'. 1 562 M551 furono costruiti tra il 1966 e 1970. Subito la situazione internazionale ne richiese l'invio in Vietnam, dove non venne ben accettato.
Il carro era considerato molto moderno in quanto dotato di un'eccellente mobilità, grazie alla leggerezza della struttura, che era il massimo che potesse essere in pratica trasportato da un C-130, anche lanciato con speciali imballaggi a bassa quota. La cingolatura era del tipo Cristie, con barre di torsione, e il motore da 300 hp era potente per il peso del veicolo.
La corazzatura era, con il misto di alluminio e acciaio, considerata adeguata e ottimale per il peso del mezzo.

Il cannone aveva una buona potenza, sia a corto raggio con le granate, che a medio e lungo, con i missili.
Ma tutto questo venne ridimensionato dall'impiego in Vietnam, dove il mezzo si dimostrò lontano dall'affidabilità richiesta.
Il cannone M81 si dimostrò troppo delicato, con la tendenza a creparsi sotto il fuoco prolungato e addirittura ad esplodere in alcuni casi. Anche le munizioni risultarono facili da danneggiare in caso di errato maneggio, la cadenza di tiro era ridotta, mentre la precisione risultava scarsa se non nel tiro ravvicinato. Il tenere poi dei proiettili tanto grossi dentro uno scafo piccolo era assai rischioso, come fu scoperto. La disponibilità dei difettosi missili Shilleleagh, ciascuno dei quali costava quanto 15 proiettili di cannone da 105 mm e nondimeno prodotti in quantità elevata (circa 90 000), non venne messa alla prova in azioni concrete.
Piuttosto, vennero impiegati proiettili a flechètte, antiuomo a distanza ravvicinata, con successo.
La vulnerabilità alle mine della struttura d'alluminio era molto grave: alcuni veicoli ebbero esplosioni a bordo dopo che lo scoppio di mine causò la detonazione dei proiettili, che a loro volta distrussero totalmente il mezzo, anche per gli effetti del fuoco sull'alluminio. L'effetto finale era raccapricciante, anche in termini psicologici. Il mezzo non aveva nemmeno spazio sufficiente per le munizioni delle mitragliatrici esterne. Spesso per proteggere il mitragliere veniva installata una postazione corazzata attorno alla mitragliatrice.
Infine il motore dimostrò inizialmente una affidabilità molto scarsa.
Dal 1978 lo Sheridan cominciò ad essere ritirato dal servizio nelle forze armate americane, con il ruolo ridotto ad un solo battaglione di cavalleria nella 82nd Airborne Division, per la cui sostituzione fu lanciato il programma Armored Gun System. I mezzi ancora in servizio sono stati modificati per sembrare una serie di veicoli sovietici all'NTC, alcuni modificati per l'impiego di camere termiche, ma soprattutto per somigliare ai T-80.
Alcuni mezzi sono ancora in servizio. Altri invece, sono stati usati nel 1990 nell'invasione statunitense di Panama, come anche nella Guerra del Golfo l'anno successivo, ma senza missili Shillelagh, ormai ritirati. I tentativi di sostituirli non hanno prodotto altro che prototipi costosissimi, come l'ARES, da 75 mm, o l'XM-8, da 105 mm, comunque armi ad alta velocità relativamente convenzionali piuttosto che lanciamissili.

## Varianti
- XM551/M551 - Il M551 era il modello base di produzione, la produzione iniziò nel 1967. Lo XM551 era stato un prototipo del carro creato nel 1965.
  - "Two Box" M551 - con le imperfezioni evidenti del missile di Shillelagh, tutti tranne che due parti del controllo dei missili furono rimossi, (le parti rimaste servivano per il controllo della torretta). Lo spazio che avanzava fu riempito con due scatole separate, una per le munizioni di 7,62 x 51 mm NATO e una per le munizioni 12,7 x 99 mm BMG e lo stivaggio dei missili fu riprogettato per accettare i proiettili convenzionali.
- M551A1 - M551 aggiornato con il telemetro laser AN/VVG-1, usato soltanto 82ª Divisione Aviotrasportata.
  - M551A1 TTS - Tank Thermal Sight, dotato di visore termico AN/VSG-2B, simile a quello usato sul MBT M60A3 TTS. Dopo è diventato standard per tutti gli M551A1.
- M551 NTC - Centro di Addestramento Nazionale. Usando gli scafi degli M551 modificati, facendoli assomigliare ai carri sovietici T-80/72 con opportune modifiche chiamate "vismod". Sono stati ritirati a favore degli ormai obsoleti M1 Abrams e M113 modificati.

## Stati utilizzatori
- Stati Uniti (nei Depositi della Riserva dopo gli anni novanta)
- Singapore (Depositi della Riserva)

## Effettivo impiego
- Guerra del Vietnam
- Invasione statunitense di Panamá - Operazione Just Cause
- Guerra del Golfo - Desert Storm